# Buslijn 562 (Loppersum-Uithuizen)
Lijn 562 is een buurtbus in de concessie Groningen Drenthe die van Uithuizen via Zandeweer, Garsthuizen en Westeremden naar Loppersum rijdt. Sinds 14 december 2014 is deze lijn een buurtbus, daarvoor reed lijn 62. Deze lijn valt onder de concessie kleinschalig OV Noord-Groningen en wordt gereden door UVO uit Uithuizermeeden en Van Dijk uit Delfzijl.

## Geschiedenis
Toen in 1939 de Marnedienst de N.V. Verenigde Autobusdienst Ondernemers (VADO) overnam, reed lijn 2 op de route Uithuizen - Zandeweer - Garsthuizen - Westeremden - Huizinge -  Middelstum - Bedum - Groningen. Bij de overname van de Marnedienst door de GADO is het lijnnummer gewijzigd in 62. In de jaren 80 werd de route gewijzigd, lijn 62 ging niet meer naar Groningen rijden, maar reed na Westeremden naar Loppersum waar aangesloten werd op lijn 42 naar Groningen. Op de route tussen Middelstum en Westeremden ging lijn 60 rijden, na Westeremden werd doorgereden naar Loppersum. In 1995 werd een groot deel van de vaste ritten omgezet in lijntaxiritten. Dat hield in dat er in vervolg gereserveerd moest worden voor een rit. Slechts in de spits bleven nog een paar vaste ritten rijden ten behoefte van de schoolkinderen in de regio. In 2005 waren alle ritten weer omgezet in vaste ritten, er werd echter alleen nog in de spits gereden, de ritten in de daluren en de avond waren vervallen. Tevens werden de spitsritten voor scholieren omgenummerd naar 662. Deze ritten reden niet via Westeremden. In 2014 werden de ritten van lijn 662 samengevoegd met lijn 62. Om het begrotingstekort van het OV-bureau Groningen Drenthe terug te dringen werd de verlieslijdende lijn per 14 december 2014 omgezet in een buurtbus 562. Als gevolg daarvan zijn de OV-chipkaart en alle abonnementen niet meer geldig op deze lijn, reizigers kunnen alleen een buurtbuskaartje kopen bij de chauffeur of reizen met een buurtbusabonnement. Per 13 december 2015 werden de ritten in de daluren weer omgezet in belbusritten.

## Dienstuitvoering
Lijn 562 wordt door vrijwilligers gereden met een door het OV-bureau ter beschikking gesteld 8 personenbusje. In Loppersum wordt aangesloten op de treinen van en naar Groningen. In de ochtendspits en 's middags na 13:00 uur rijdt de bus vast, daarbuiten als belbus. In de avond en in het weekend rijdt de bus niet. 